# 엑스트라 (1998년 영화)
"엑스트라"(Extra)는 신승수 감독의 1998년 대한민국의 코미디 영화로, "할렐루야" 흥행작으로 10번째 연출작이다. 영화 속에는 이야기를 이끌어가는 주인공을 합작한 영화이다.

## 줄거리
엑스트라 박봉수(임창정)와 김왕기(나한일). 어처구니 없는 실수로 NG를 내는 바람에 감독에게 퇴짜 맞고 소금창고에서 새우잠을 자기 일쑤지만 주역의 꿈을 버리지 않고 있다. 그러나 현실은 냉정한 법, 촬영이 있는 곳이면 지구 끝까지라도 달려갈 준비가 되어 있건만 이들은 일이 생길 때마다 번번이 촬영공포증에 시달린다. 그러던 중 조새필(정초신) 조감독의 도움으로 단역 검사와 수사관 역을 맡게 된 봉수와 왕기는 룸살롱에서 특유의 호기를 발동해 진짜 검사와 수사관 행세를 하게 된다. 악의 없는 이들의 장난에 모두 보기 좋게 속아 넘어가자 두 사람은 목돈 만지는 재미에 가짜 행보를 계속한다. 자신들을 주연으로 한 영화 한 편을 찍어보겠다는 욕심으로 시작한 사기 행각은 주변에 넘쳐나는 부정과 비리로 한층 가속도가 붙는다. 그러나 어설픈 2인조 사기단은 열심히 회수한 사회의 검은돈을 정직하게 살아가는 어려운 이웃들에게 돌려준다. 신나는 모험의 결말로 어마어마한 비자금을 가로채려는 계획을 세운 봉수와 왕기. 봉고차에 가득 실린 사과상자를 손에 넣으려는 순간, 이들 앞에는 또 다른 변수가 기다리고 있다.

## 출연작

### 주인공
- 박봉수 : 임창정
- 김왕기 : 나한일

### 주조연
- 김미숙 : 박준희
- 강보라 : 김원희
- 조새필 : 정초신
- 도돔바 최 : 윤문식
- 리차드 박 : 임주완

### 특별출연
- 임하룡
- 정보석
- 김병만
- 유인촌
- 민지영
- 이하얀
- 오재미
- 이병헌
- 정찬
- 최선규
- 김인문
- 운기호
- 양택조
- 남포동
- 신동훈
- 국정환
- 김일우
- 진봉진
- 고세원
- 한선교
- 김영민
- 심경민
- 민경진
- 김하림
- 백송
- 박용팔
- 나갑성
- 문철재
- 김기주
- 김명국
- 전현태
- 박종설
- 양재혁
- 백정교
- 김진부
- 김상덕
- 길달호
- 장가현
- 윤용준
- 최석호
- 문동근
- 이삼우
- 이종선
- 고준석
- 박여진
- 쥴리
- 김세진
- 윤진호
- 류우건
- 윤선화
- 이근욱
- 정우길
- 나용국

## 제작진
- 감독 : 신승수
- 각본 : 지상학
- 제작/기획 : 신승수, 양재혁
- 프로듀서 : 정초신
- 프로덕션 디렉터 : 조태하, 이동신
- 조감독 : 이창호
- 연출부 : 류우건, 최금학
- 제작부장 : 나용국
- 제작부 : 서일식, 조성욱
- 촬영감독 : 최찬규 (K.S.C)
- 촬영부 : 서기원, 강성욱, 박종철, 안정용, 성주현
- 조명감독 : 이승구
- 스틸 : 윤진호
- 편집 : 고임표
- 음악 : 신병하
- 특수효과 : 김철석, 김태용, 윤여진
- 특수분장 : 장진
- 광고 : 씨네월드
- 홍보 : 권미경
- 홍보부 : 박지현

## 제작영화사
- 제작사 : 신승수 프로덕션
- 제작지원 : 삼부파이낸스 엔터테인먼트

## 기타정보
- 제 22회 몬트리올 국제영화제 경쟁부문 본선 진출